# پرباله‌ماهیان
پُرباله‌ماهیان (نام علمی: Polypteridae) که در زبان عربی به آنها (بشیر ماهیان) و در انگلیسی (Bichirs) گفته میشوند، نام یک تیره از زیررده غضروفیان است.